# George Cartwright (Musiker)
George Cartwright (* 10. Dezember 1950 in Midnight (Mississippi)) ist ein amerikanischer Jazz- und Improvisationsmusiker (Sopran-, Alt- und Tenorsaxophon, auch Gitarre, Komposition), der zu den führenden Personen der New Yorker Downtown-Musikszene gehörte.

## Leben und Wirken
Cartwright entdeckte in der High School auf dem Umweg über Cream den heimischen Blues. Er spielte zunächst Klavier und Gitarre, um ab 1971 auch Saxophon zu lernen. Zunächst studierte er Soziologie an der Mississippi State University (Bachelor 1972). Weiter studierte er an der University of Southern Mississippi, wo ihn Wilbur Moreland beeinflusste, sowie an der Jackson State University und der Memphis State University. In Jackson lernte er Alvin Fielder kennen und schloss sich Mitte der 1970er Jahre dem Avantgarde-Ensemble Ars Supernova an, dem weiterhin Evan Gallagher, Bruce Golden, Mark Howell, Jeb Stuart sowie John Evans, angehörten. 1977 studierte er Karl Berger am Creative Music Studio in Woodstock, wo er von Ornette Coleman und seinem Konzept der Harmolodics beeinflusst wurde. Nach seinem Umzug nach New York City im Jahr 1979 begann Cartwright, mit Musikern wie Coleman, Fred Frith, Bill Laswell und John Zorn zusammenzuarbeiten. Er gründete 1979 die No-Wave-Band Curlew, in der er zunächst mit Tom Cora und mit weiteren Musikern wie Frith, Laswell, Denardo Coleman, Nicky Skopelitis, Anton Fier, Davey Williams, Pippin Barnett, Wayne Horvitz oder Samm Bennett arbeitete. Mit Material trat er 1981 bei den Berliner Jazztagen auf, mit Curlew tourte er 1986 in Europa (Live in Berlin) und spielte später regelmäßig in der Knitting Factory. Daneben entstanden Alben wie Meltable Snaps It mit Michael Lytle und David Moss (1986) oder Integrated Variables (1992) mit Kevin Norton und Mark Dresser (1992). Er ist weiterhin auf Tonträgern von Kip Hanrahan, Fred Frith, David Thomas, Half Japanese, Bill Horvitz, Anne LeBaron, Amy Denio oder Dennis González zu hören. An dem Album Dot, das 1994 unter seinem Namen erschien, waren Myra Melford, Zeena Parkins und Ann Rupel beteiligt.
Cartwright lebte von 1993 bis 1999 in Memphis; dort entstanden die Alben Curlew’s Paradise (1996) mit dem Baritonsaxophonisten Jim Spake, Red Rope mit Michael Lytle (1998) sowie The Memphis Years. Seit 1999 lebt er in Minnesota, wo er mit einem Trio namens GloryLand PonyCat (Black Ants Crawling, 2003) und mit Curlew auftritt. Dort improvisierte er auch mit Dave King und Josh Granowski, mit denen er 2021 das Doppelalbum Stick Insect veröffentlichte.
Cartwright hat mehrere Gedichte von Paul Haines vertont (etwa auf dem Curlew-Album A Beautiful Western Saddle und auf The Memphis Years). Er hat auch mit seiner Frau, der Künstlerin Anne Elias, in Projekten gewirkt, die Musik, Poesie und Film miteinander verbinden; eines davon ist A Tenacious Slew (2007).